# Здолбунівська вулиця (Київ)
Здолбу́нівська ву́лиця — вулиця в Дарницькому районі міста Києва, житловий масив Позняки. Пролягає від Дніпровської набережної до Харківського шосе.
Прилучаються вулиці Причальна, Сортувальна, Івана Бойка, Тепловозна, проспект Петра Григоренка, Любарський провулок, вулиці Любарська, Драгоманова і Ревуцького.

## Історія
Вулиця виникла в середині XX століття під назвою Нова, з 1957 року — Позняківська, від місцевості Позняки, через яку вона проходить. Сучасна назва — з 1958 року.

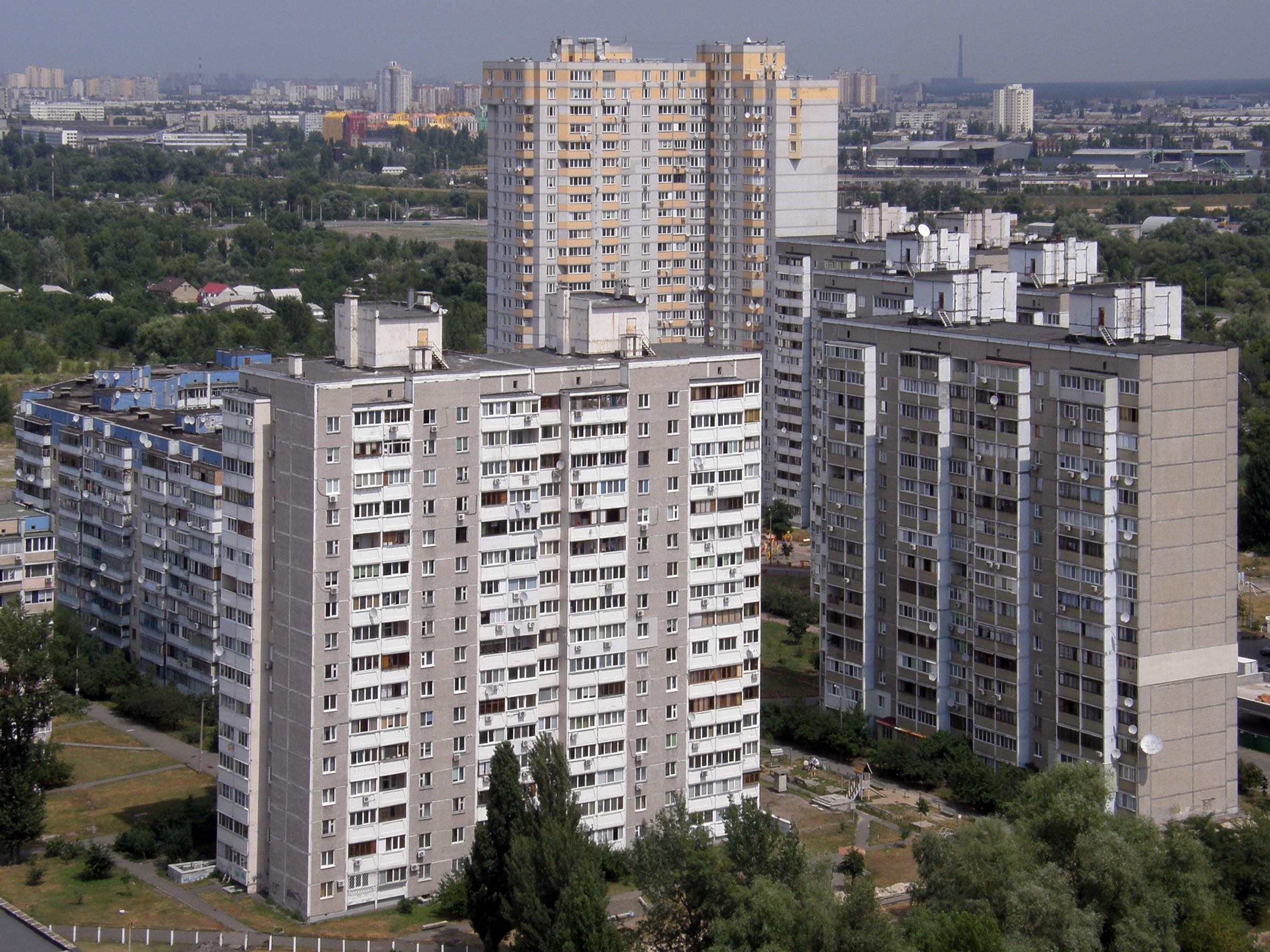
мікрорайон № 1 Позняків

## Установи та заклади
- ЦПМСД № 2 Дарницького району м. Києва Амбулаторія № 1 (буд. № 3б)
- ДП «Київський державний завод „Буревісник“» (буд. № 2)
- Загальноосвітня школа № 111 (буд. № 7б)
- Відділення зв'язку № 81 (буд. № 1)
- Храм святого благовірного князя Олега Брянського (буд. № 33а)[3]